# Kärdla
Kärdla (deutsch Kertel, schwedisch Kärrdal) ist die einzige Stadt auf der zweitgrößten estnischen Insel, Hiiumaa (deutsch und schwedisch Dagö). Sie ist Hauptstadt und Verwaltungssitz des Landkreises Hiiu (Hiiu maakond) und der flächengleichen Landgemeinde Hiiumaa.

## Lage und Einwohnerschaft

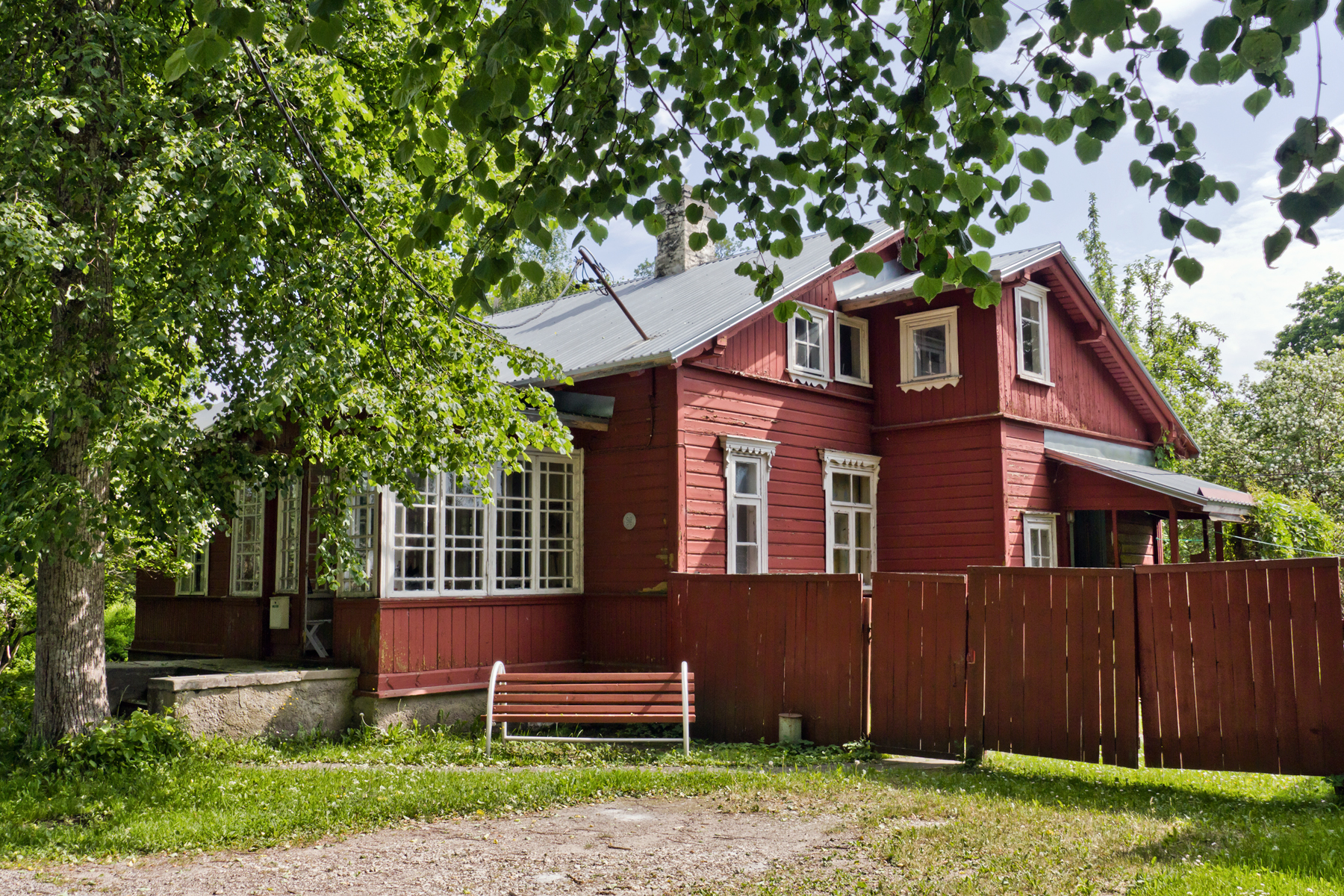
Holzhausarchitektur in Kärdla

Kärdla liegt an der nordöstlichen Küste der Insel Hiiumaa, direkt an der Ostsee. Die Stadt grenzt an die Bucht Tareste (Tareste laht). Durch Kärdla fließen der kleine Fluss Nuutri (Nuutri jõgi) und die Bäche Kammioja und Liivaoja.
Der Name der Stadt kommt aus dem Schwedischen. Kärrdal bezeichnet ein sumpfiges und feuchtes Tal.
Die Stadt hat 3.050 Einwohner (Stand 31. Dezember 2011). Die Bevölkerung ist nahezu vollständig estnischsprachig.

## Geschichte

### Schweden
1564 wurde das Dorf Kärtillby erstmals urkundlich erwähnt. Seine Einwohner waren Schweden. Sie waren vermutlich bereits im 14. Jahrhundert aus den schwedischsprachigen Gebieten Finnlands auf die Insel Hiiumaa eingewandert.
1470 gewährte der livländische Ordensmeister Johann Wolthus von Herse den Hiiumaa-Schweden umfangreiche Privilegien, unter anderem die Befreiung von der Leibeigenschaft.
Im 18. Jahrhundert wütete die Pest auf Hiiumaa. Ihr fielen auch zahlreiche Einwohner Kärdlas zum Opfer.
Um 1810 gab es fast keine schwedischen Einwohner Kärdlas mehr. Der Ort wurde unter dem Namen Kertelhof zum Beigut von Partsi (Pardas). Er führte zunächst ein dörfliches Schattendasein.

### Tuchfabrik

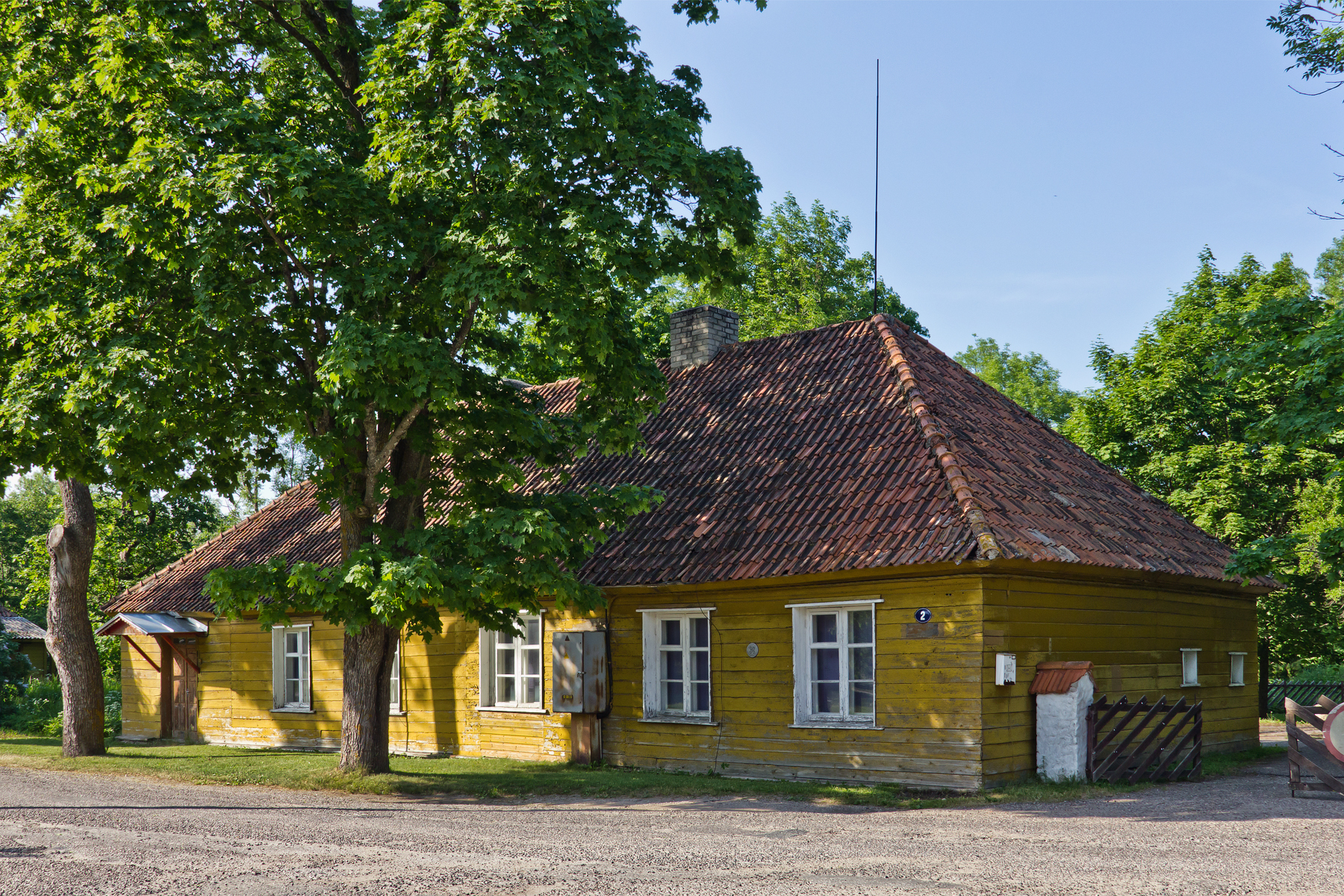
Typisches Arbeiterhaus der ehemaligen Tuchfabrik

Seinen Aufschwung verdankt Kärdla der Gründung der Tuchfabrik K. u. E. Ungern-Sternberg auf dem Gutshof Suuremõisa (deutsch Großenhof) im Jahr 1829. Gründer waren die deutschbaltischen Adligen Peter Ludwig Konstantin von Ungern-Sternberg (1779–1836) und Heinrich Georg Eduard von Ungern-Sternberg (1782–1861) mit finanzieller Unterstützung des Tallinner Handelshauses Clayhills & Co.
Bereits 1830 wurde die Fabrikation mit ihren 210 Arbeitern vom Gutshof nach Kärdla überführt. Nach einem Feuer im Jahr 1870 wurde die Fabrik modernisiert wieder aufgebaut. Es entstanden auch zahlreiche Wohnhäuser für die Arbeiterschaft. Die ab 1874 so genannte Dago-Kertelsche Tuchfabrik war eine der ältesten und größten Tuchfabriken in ganz Estland. Bekannt war sie für ihre hervorragende Qualität. In den 1880er Jahren beschäftigte die Firma, die ab 1918 Hiiu-Kärdla Kalevivabriku Osaühisus hieß, über 700 Arbeiter. Die Aktiengesellschaft war mit Abstand der größte Arbeitgeber des Ortes.
Von 1860 bis 1883 war in Kärdla außerdem eine große Maschinenfabrik sowie weitere Industrieunternehmen tätig. 1849 wurde der Hafen von Kärdla ins Leben gerufen. Er wurde während des Zweiten Weltkriegs zerstört und bislang nicht wieder aufgebaut.

### 20. Jahrhundert
Die Textilfabrik wurde im Dezember 1940 mit der sowjetischen Besetzung des Landes verstaatlicht. Die historischen Fabrikgebäude wurden größtenteils im Oktober 1941 im Verlauf des deutschen Angriffs auf die Sowjetunion von der Roten Armee zerstört.
Erhalten sind noch einige Arbeiterwohnhäuser und der Dienstsitz des ehemaligen Direktors. Seit 1982 erinnert ein Denkmal an die Fabrik. Es stammt von dem estnischen Bildhauer Mati Karmin (* 1959).
1920 wurde Kärdla zum Großdorf (alevik). Am 1. Mai 1938 wurden Kärdla im Zuge der estnischen Kommunalreform die Stadtrechte verliehen.
Während des Zweiten Weltkriegs wurde Kärdla schweren Luftangriffen ausgesetzt und stark zerstört. Den Angriffen fielen die meisten Industriebetriebe, der Hafen sowie zahlreiche Wohnhäuser zum Opfer.

## Kärdla heute

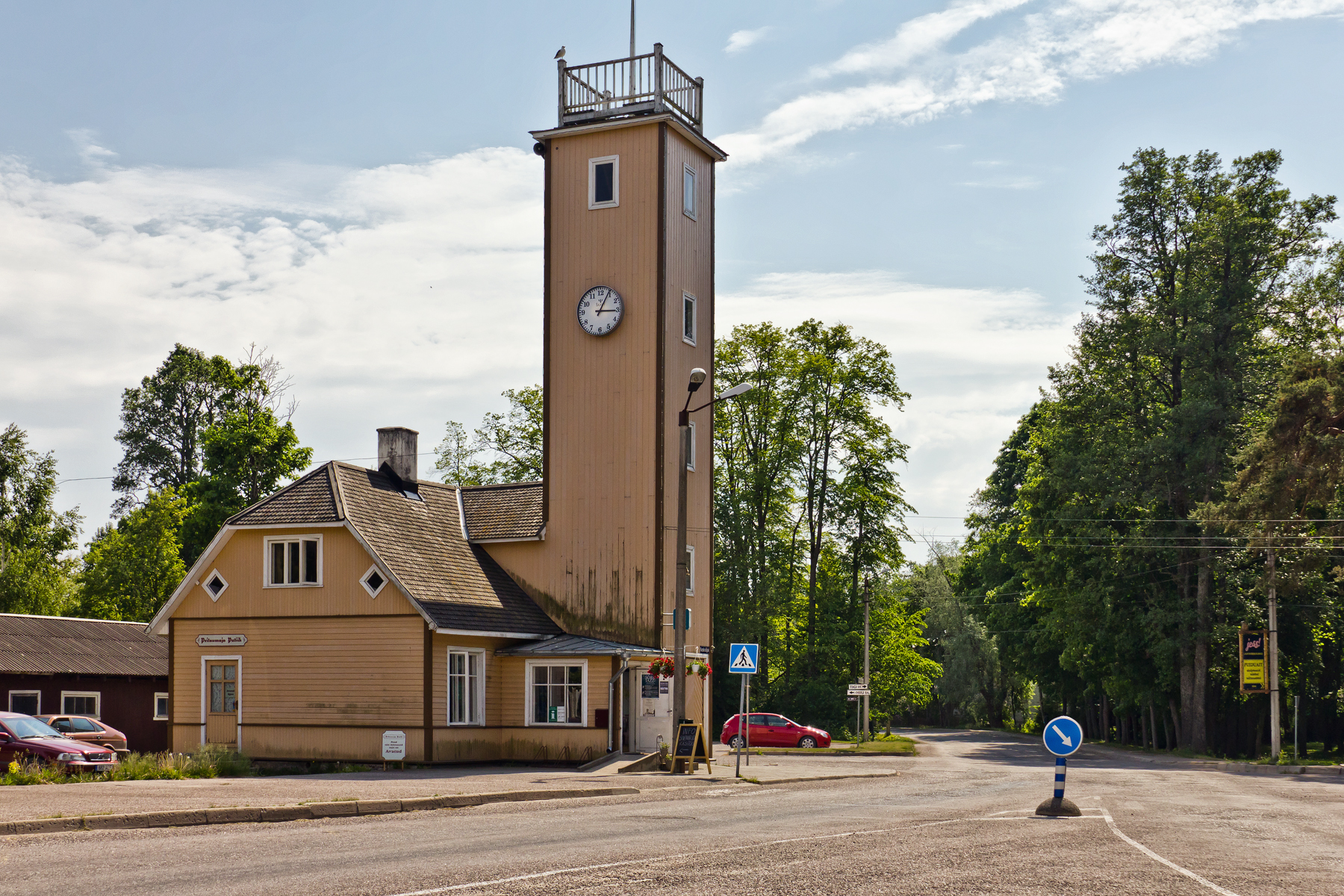
Altes Feuerwehrhaus (heute Touristeninformation)

2013 fusionierten Kärdla und die Landgemeinde Kõrgessaare zur Landgemeinde Hiiu, die sich 2017 mit den übrigen drei Landgemeinden auf der Insel zur Landgemeinde Hiiumaa zusammenschlossen.
Kärdla ist heute eine grüne Stadt mit kleinen Holzhäusern und zahlreichen Gärten. Das Stadtbild wird von der Nähe zur Ostsee, den natürlichen Wasserläufen und den beiden Parks geprägt. Der 5,1 Hektar große Linnapark („Stadtpark“) und der 4,2 Hektar große Rannapark („Strandpark“) sind beliebte Treffpunkte der Stadtbevölkerung.
Der Rannapark befindet sich am Ort des früheren Friedhofs der schwedischsprachigen Bevölkerung Kärdlas, der bis 1838 existierte. Dahinter befindet sich der Badestrand von Kärdla. In Strandnähe, nahe der Mündung des Flusses Nuutri in die Ostsee, steht ein großer Findling.
Hinter dem Linnapark befindet sich der neue Friedhof Kärdlas. Er wurde Mitte des 19. Jahrhunderts angelegt. Im ehemaligen Feuerwehrhaus am zentralen Marktplatz Keskväljak ist heute die Touristeninformation untergebracht.
Kärdla ist die einzige Stadt auf der Insel Hiiumaa. Sie ist das administrative, wirtschaftliche und kulturelle Zentrum der Insel. In Kärdla befinden sich das einzige Gymnasium Hiiumaas und das Krankenhaus der Insel. Bekannt ist das Kulturzentrum mit seinem 1991 gegründeten Puppentheater und die Zentralbibliothek der Insel Hiiumaa.

## Johanniskirche

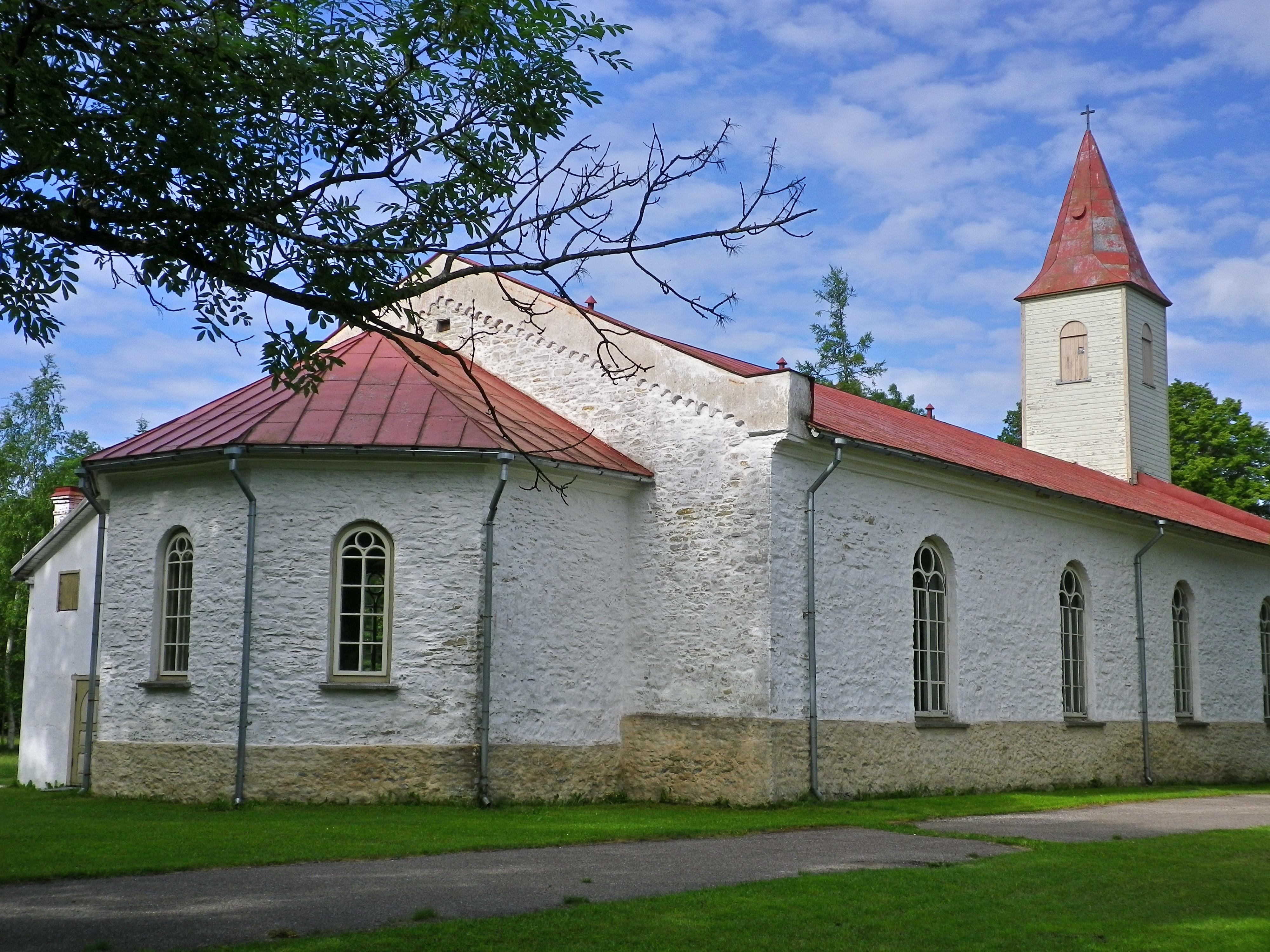
Johanniskirche von Kärdla

Schwedische Bauern errichteten die erste Kapelle in Kärdla. Sie war dem heiligen Olav geweiht. Ihr Entstehungsjahr ist nicht bekannt. Die Kapelle stand am Rande des alten schwedischen Friedhofs von Kärdla. Er wurde 1848 zusammen mit der Kapelle eingeebnet, um Platz für den Strandpark zu schaffen.
1847 wurde auf Betreiben des damaligen Direktors der Tuchfabrik, Robert von Ungern-Sternberg, am Flussufer des Nuutri die sogenannte „Deutsche Kapelle“ aus Holz erbaut. Sie ist heute nicht mehr erhalten.
Zwischen 1861 und 1863 entstand dann eine größere Kirche aus Stein. Das schlichte dreischiffige Gotteshaus im neogotischen Stil wurde aus Spenden der Arbeiterschaft und des deutschbaltischen Adels Hiiumaas gemeinsam finanziert. Die evangelisch-lutherische Kirche hat 600 Sitzplätze. Sie ist Johannes dem Täufer geweiht.
Das Altargemälde „Christus am Kreuz“ stammt von einem unbekannten deutschbaltischen Maler. Es wurde 1889 aufgestellt. Die Orgel ist eine Arbeit der süddeutschen Firma Walcker aus dem Jahr 1904.
1929 wurde der hohe Turm aus Holz ergänzt. Die ursprüngliche Glocke wurde von den zaristischen Behörden 1917 im Zuge des Ersten Weltkriegs eingeschmolzen. Die heutige Glocke ist ein Geschenk des Geschäftsmanns Richard Devid. Er wurde 1893 in Kärdla geboren und war unter anderem Eigentümer des Tallinner Luxushotels und -restaurants Kuld Lõvi („Goldener Löwe“). Devid wurde mit der sowjetischen Besetzung Estlands ins Innere Russlands deportiert und 1942 von den sowjetischen Behörden zum Tode verurteilt.

## Hiiumaa muuseum

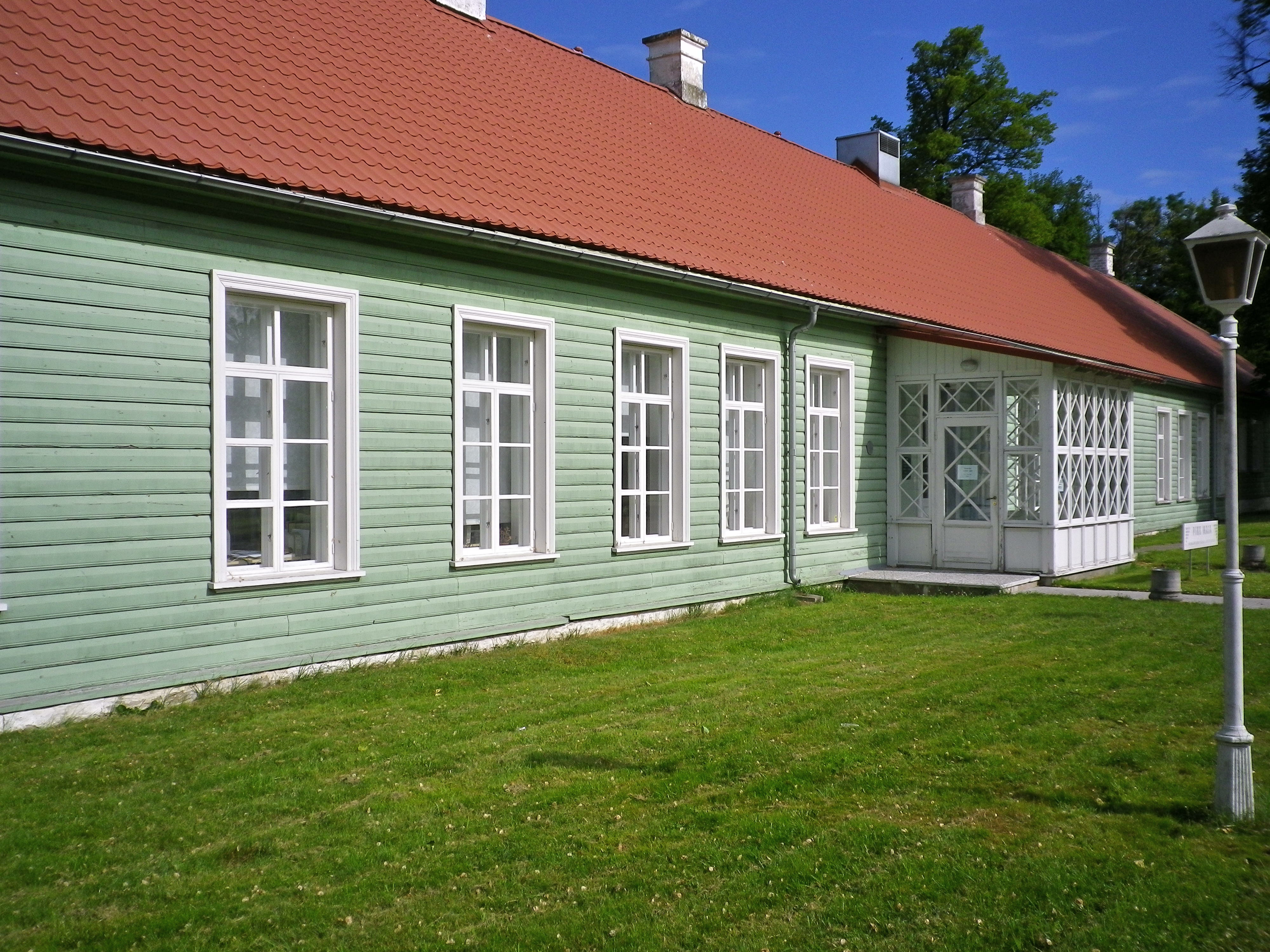
Inselmuseum von Hiiumaa im „Langen Haus“

Über die Geschichte der Stadt und der Insel informiert das 1967 in Kassari gegründete Hiiumaa muuseum, das 1998 nach Kärdla überführt wurde. Es befindet sich im 1830 für den Direktor der Tuchfabrik errichteten „Langen Haus“ (Pikk maja), dem mit über 60 m längsten Holzhaus Kärdlas.
Das Museum unterhält Bestände in den Bereichen Naturkunde, Ethnographie, Archäologie, Geschichte, Numismatik und Textilkunde. Zum Museum gehört auch eine umfangreiche Fotosammlung.
Außenstellen des Hiiumaa muuseum sind das Heimatmuseum im Dorf Kassari auf der gleichnamigen Nachbarinsel, der Museumsbauernhof Mihkli talu in Malvaste und das Museum zu Leben und Werk des Komponisten Rudolf Tobias in Selja.

## Flughafen

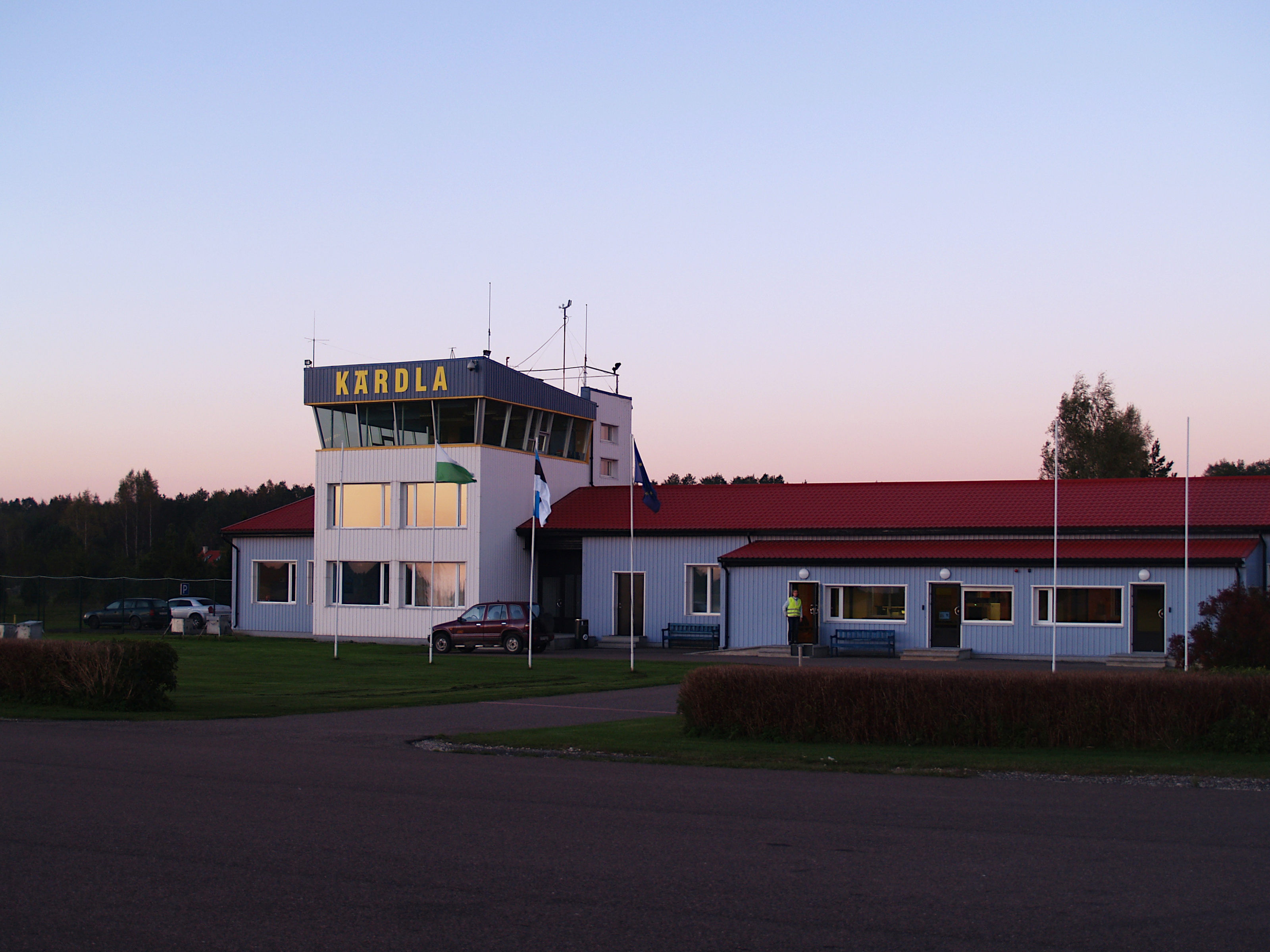
Flughafen Kärdla

Vier Kilometer östlich von Kärdla liegt auf dem Gebiet des Dorfs Hiiessaare der Flughafen der Stadt, der Kärdla lennujaam. Er wurde 1963 gebaut. Die Start- und Landebahn ist 1520 m lang. Von dort verkehren täglich Maschinen in die estnische Hauptstadt Tallinn und zurück.

## Partnerschaften
- Norrtälje (seit 1989)
- Pargas (seit 1990)
- Sillamäe (seit 2002)
- Amt Neukloster-Warin (seit 2006)

## Söhne und Töchter der Stadt
- Heiki Nabi (* 1985), Ringer
- Eveli Saue (* 1984), Biathletin
- Erkki-Sven Tüür (* 1959), Komponist

## Einschlagkrater von Kärdla
Vor ca. 450 Millionen Jahren stürzte in der Nähe von Kärdla ein Meteorit ab. Dadurch entstand ein Meteoritenkrater von 7 km Durchmesser. Der Krater ist zwischen 400 und 500 Meter tief. Der Ringwall des Kraters ist in Paluküla und Tubala gut zu sehen. In Paluküla ist auch eine Beobachtungsplattform für den Krater erbaut worden. In der Nähe der Plattform gibt es einen kleinen Kalksteinbruch mit einem Aufschluss von rissiger Kalksteinschicht.